# Corey Hart
Corey Hart (* 31. května 1962 v Montréalu, Québec, Kanada) je kanadský zpěvák.
Patřil ke špičce kanadské populární hudby v 80. letech.
Je znám především pro své písně 'Sunglasses At Night  a Never Surrender .
Během let 1984 – 1990 prodal po celém světě přes více než 15 miliónů kopií svých nahrávek.

## Alba
| Rok  | Album                   | CRIA       | RIAA |
| ---- | ----------------------- | ---------- | ---- |
| 1983 | First Offense           | 3xPlatinum | Gold |
| 1985 | Boy in the Box          | Diamond    | Gold |
| 1986 | Fields of Fire          | 2xPlatinum | Gold |
| 1988 | Young Man Running       | Platinum   | -    |
| 1990 | Bang!                   | -          | -    |
| 1991 | Corey Hart: The Singles | -          | -    |
| 1992 | Attitude and Virtue     | -          | -    |
| 1996 | Corey Hart              | Platinum   | -    |
| 1998 | Jade                    | -          | -    |
| 2003 | The Best of Corey Hart  | -          | -    |

## Singly
| Rok  | Název                        | CAN | US |
| ---- | ---------------------------- | --- | -- |
| 1983 | "Sunglasses at Night"        | 24  | 7  |
| 1984 | "It Ain't Enough"            | 74  | 17 |
| 1984 | "She Got the Radio"          | 40  | -  |
| 1985 | "Lamp at Midnite"            | 38  | -  |
| 1985 | "Never Surrender"            | 1   | 3  |
| 1985 | "Boy in the Box"             | 7   | 26 |
| 1985 | "Everything in My Heart"     | 1   | 30 |
| 1986 | "Eurasian Eyes"              | 29  | -  |
| 1986 | "I Am By Your Side"          | 8   | 18 |
| 1986 | "Can't Help Falling in Love" | 1   | 24 |
| 1986 | "Dancin' With My Mirror"     | 33  | 88 |
| 1987 | "Take My Heart"              | 50  | -  |
| 1987 | "Too Good 2 Be Enough"       | 19  | -  |
| 1988 | "In Your Soul"               | 2   | 38 |
| 1988 | "Spot You in A Coalmine"     | 29  | -  |
| 1989 | "Still in Love"              | 8   | -  |
| 1989 | "Chase the Sun"              | 4   | 9  |
| 1990 | "A Little Love"              | 10  | 37 |
| 1990 | "Bang! (Starting Over)"      | 30  | -  |
| 1990 | "Rain on Me"                 | 72  | -  |
| 1992 | "92 Days of Rain"            | 22  | -  |
| 1992 | "Baby When I Call Your Name" | 14  | -  |
| 1992 | "Always"                     | 30  | -  |
| 1993 | "I Want (Cool Cool Love)"    | 42  | -  |
| 1996 | "Black Cloud Rain"           | 2   | -  |
| 1997 | "Tell Me"                    | 16  | -  |
| 1997 | "Third of June"              | 22  | -  |
| 1998 | "So Visible (Easy to Miss)"  | -   | -  |